# Christoph Kaldenbach

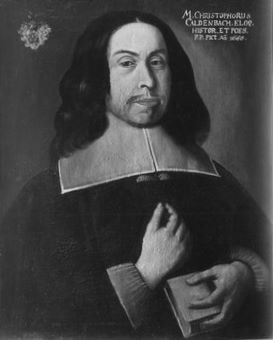
Christoph Kaldenbach in der Tübinger Professorengalerie

Christoph Kaldenbach (Caldenbach, * 11. August 1613 in Schwiebus; † 16. Juli 1698 in Tübingen) war ein deutscher Humanist und Dichter und eines der produktivsten Mitglieder des Königsberger Dichterkreises.

## Leben
Kaldenbach besuchte ab 1622 das Gymnasium in Frankfurt (Oder), wo er sich 1629 auch an der Universität immatrikulierte. Ab 1631 setzte er sein Studium der Philosophie in Königsberg fort, wo er 1639 eine Anstellung als Konrektor der Lateinschule fand. Ab 1645 war er Prorektor, und erst 1647 konnte er endlich die Magisterpromotion abschließen. 1651 wurde er als Professor für Griechisch an die Universität Königsberg berufen. Er war ein aktives Mitglied der Dichtergruppe „Kürbishütte“ um Simon Dach.
Sein Ruf als Altphilologe führte 1656 zu seiner Berufung an die Universität Tübingen, wo er weiterhin gelehrte Schriften wie auch eine außerordentliche Zahl von Gelegenheitsgedichten produzierte. Dünnhaupt verzeichnet nicht weniger als 223 gedruckte Titel. Kaldenbach war viermal verheiratet und verstarb im für die damalige Zeit hohen Alter von 84 Jahren unter Hinterlassung eines umfangreichen Nachlasses mit vielen Unikaten der Königsberger Dichter, die dadurch bis heute in Tübingen erhalten blieben.

## Werke (Auswahl)
- Deutsche Eclogen.  Königsberg 1648
- Deutsche Grab-Gedichte.  2 Bände Elbing 1648
- Deutsche Sappho, oder Musicalische Getichte.  Königsberg 1651 (mit Noten von Heinrich Albert); erw. Ausg. Stuttgart 1687
- Deutsche Lieder und Getichte.  Tübingen 1683
- Christoph Kaldenbach. Auswahl aus dem Werk [Werke, Teilsammlung]. Hrsg. von Wilfried Barner. [Bearbeiter: Reinhard Aulich.] Mit einer Werkbibliographie von Reinhard Aulich. Tübingen: Niemeyer 1977 [recte 1978].